# علم المناعة السرطاني

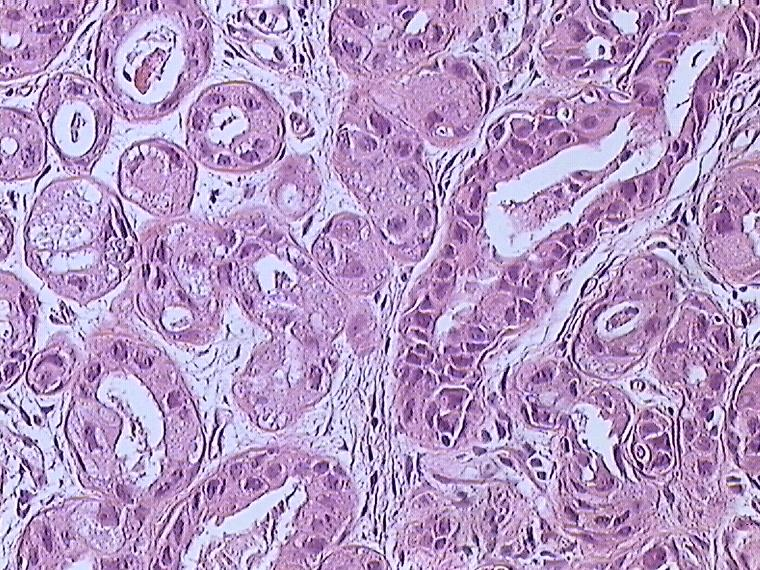

علم المناعة السرطاني (بالإنجليزية : Cancer immunology) فرع من فروع علم المناعة الذي يدرس التفاعلات بين الجهاز المناعي والخلايا السرطانية (وتسمى أيضا علم الأورام أو علم الأورام الخبيثة) , يعتبر هذا العلم حقل سريع التطور من خلال البحوث التي تهدف لاكتشاف السرطانات المناعية وابتكار علاج متطور لها أو علاجات تؤخر تطور المرض , أما الاستجابة المناعية بما في ذلك مستضدات السرطان فهي ذات أهمية خاصة في مجال المناعة السرطانية حيث اكتسبت الكثير من التي جعلتها قادرة على تطوير لقاحات جديدة وعلاجات الأجسام المضادة, وعلى سبيل المثال في 2007 نشرت مجلة أهتاني (Ohtani) ورقة تدل على وجود ورم ناتج عن التسلل إلى خلية ليمفاوية يكون كبير جدا في سرطان القولون والمستقيم للإنسان , وقد ثبت أن الخلية المضيفة تعطى فرصة أفضل في البقاء على قيد الحياة إذا أظهرت الأنسجة السرطانية تسلل الخلايا الالتهابية ولا سيما تلك التفاعلات الليمفاوية , وقد أسفرت النتائج إلى الإشارة إلى وجود حد أدنى من الحصانة المضادة للورم الموجود في سرطانات القولون والمستقيم بين البشر , وعلى مدى السنوات ال 10 الماضية كان هناك تقدم ملحوظ ومتراكم من الأدلة العلمية لمفهوم الرصد المناعي والتحرر المناعي على أساس الحماية من نمو الاورام العفوية أو الذاتية والتي يتسبب فيها العنصر الكيميائي في النظم البشري.

## الرصد المناعي
الرصد المناعي السرطاني هي نظرية صيغت في عام 1957 من قبل العالم بيرنت وتوماس والذي اقترح أن الخلايا الليمفاوية بمثابة حراس في التعرف والقضاء على الخلايا السرطانية الناشئة , ويظهر أهمية الترصد المناعي للسرطان في عملية حماية الخلايا المضيفة والتقليل من معدلات سرعة نمو الورم السرطاني من خلال تثبيط التسرطن والحفاظ على التوازن الخلوي العادي , كما تم اقترح أن الرصد المناعي وظايفته في المقام الأول بوصفه عنصرا من عناصر عملية التحرر المناعي للسرطان .

## التحرر المناعي
هي العملية التي من خلالها يكون الشخص محمي من نمو السرطان وتطور الأورام المناعية من قبل نظام المناعة لديه , وللتحرر المناعي ثلاث مراحل رئيسية هي : القضاء والتوازن والهروب وتتألف مرحلة القضاء على المراحل الأربعة التالية :
- مرحلة القضاء 1 : المرحلة الأولى من القضاء تنطوي على الشروع في الاستجابة المناعية من خلال مضادات الورم السرطاني . خلايا الجهاز المناعي تقوم بالتعرف على وجود ورم ينمو في الجسم أو العضو مما يتسبب في تلف الأنسجة المحيطة بالنسيج أو العضو , ويعقب ذلك من افراز إشارات التهابية وهو أمر ضروري لتجنيد خلايا الجهاز المناعي الفطري (مثل الخلايا القاتلة الطبيعية والخلايا التائية والخلايا الضامة والخلايا الجذعية) إلى موقع الورم , من خلال هذه المرحلة يتم تحفيز الخلايا الليمفاوية للتسلل مثل الخلايا القاتلة الطبيعية والخلايا التائية القاتلة الطبيعية لإنتاج الإنترفيرون جاما.
- مرحلة القضاء 2 : في المرحلة الثانية من القضاء حيث تم حديثا إنتاج إنترفيرون جاما الذي يدفع لموت الورم (لفترة محدودة) وكذلك تشجيع إنتاج كيموكينات (CXCL10، CXCL9 وCXCL11) هذه الكيموكينات تلعب دورا هاما في تعزيز وفاة الورم عن طريق عرقلة تشكيل الأوعية الدموية الجديدة , حطام الخلية السرطانية ينتج عن موت الورم ثم يتم تناولها من قبل الخلايا الجذعية , تليها الهجرة من هذه الخلايا الجذعية إلى الغدد الليمفاوية , أما تجنيد الخلايا المناعية يحدث أكثر بوساطة الكيموكينات التي تنتج أثناء العملية الالتهابية .
- مرحلة القضاء 3 : في المرحلة الثالثة الخلايا القاتلة الطبيعية واخلايا الضامة البالعة مع بعضها البعض تقوم بإنتاج متبادل من الإنترفيرون جاما وانترلوكين 12 وهذا يعزز مرة أخرى مزيد من القتل للورم عن طريق هذه الخلايا عن طريق موت الخلايا المبرمج وإنتاج الاكسجين التفاعلي وإنتاج النيتروجين الوسطي في الغدد الليمفاوية .
- مرحلة القضاء 4 : في المرحلة النهائية من القضاء تتم عن طريق الخلايا المرتبطة (CD4 - CD8 - T) حيث ترتبط مع الخلايا السرطانية إلى موقع الورم والخلايا اللمفاوية التائية لحل الخلايا ثم تدمير الخلايا السرطانية والمستضد الحامل الذي لا يزال في الموقع.

### التوازن والهروب
متغيرات الخلايا السرطانية التي نجت من مرحلة التخلص تدخل في مرحلة التوازن , في هذه المرحلة الخلايا الليمفاوية والإنترفيرون جاما يمارسان ضغط على الخلايا السرطانية التي هي في وضع غير مستقر وراثيا وتتحور بسرعة , متغيرات الخلايا السرطانية التي اكتسبت مقاومة ضد القضاء عليها تدخل في مرحلة الهروب , في هذه المرحلة لا تزال الخلايا السرطانية قادرة على النمو والتوسع بطريقة غير منضبطة وربما يؤدي في نهاية المطاف إلى حدوث الأورام الخبيثة.

## السرطان والعلاج الكيميائي
إن نظام المناعة يكون قادر على اللعب كعامل عن طريق التأثير في القضاء على الخلايا السرطانية المقاومة للعلاج الكيميائي , ومع ذلك لا تزال هناك حاجة بحيث مستفيضة حول كيفية تشغيل الاستجابة المناعية ضد الخلايا السرطانية , وقد أظهرت الدراسات على الحيوانات العديدة التي تفوق التلقيح مع خلايا مبرمجت الموت مقارنة مع الخلايا نخرية في انتزاع المضادة للورم للاستجابات المناعية.
وقد افترض العلماء في هذا المجال أن موت الخلايا المبرمج هي عادة مناعية سيئة في حين موت الخلايا النخرية هي موت مناعي حقيقي , ولعل هذا الحدث لأن الخلايا السرطانية يتم استئصالها عبر مسار موت الخلايا النخرية حيث تستحث على استجابة مناعية عن طريق إحداث الخلايا الجذعية إلى أن تنضج ويرجع ذلك لتحفيز الاستجابة الالتهابية , من ناحية أخرى يتم توصيل الخلايا إلى تعديلات طفيفة داخل غشاء البلازما مما تتسبب في خلايا الموت لتكون جذابة لخلايا البلعمية , ومع ذلك وقد أظهرت العديد من الدراسات على الحيوانات تفوق التطعيم مع خلايا الموت المبرمج مقارنة مع الخلايا نخرية في انتزاع المضادة للورم الاستجابات المناعية , كما أقترح العلماء أن الطريقة التي تموت فيها الخلايا السرطانية خلال العلاج الكيميائي هو أمر حيوي.

## دور الفيروسات في تطور مرض السرطان
تم مؤخرا العثور على سلالات مختلفة من فيروس الورم الحليمي البشري والتي تلعب دورا هاما في تطوير سرطان عنق الرحم , فيروس الورم الحليمي البشري والجينات المسرطنة (E6 E7) ثبت أنها تخلد بعض الخلايا البشرية وبالتالي تعزيز تطور النمو السرطاني , وعلى الرغم من أن هذه السلالات من فيروس الورم الحليمي البشري لم يتم العثور عليها في جميع حالات سرطان عنق الرحم فقد وجدت لتكون سببا في ما يقرب من 70٪ من الحالات , ولانزال دراسة هذه الفيروسات ودورها في تطوير مختلف أنواع السرطان مستمرة ، ولكن تم تطوير لقاح قادر على منع الإصابة من سلالات معينة فيروس الورم الحليمي البشري وبالتالي منع تلك السلالات الفيروسية من الورم الحليمي البشري من التسبب في سرطان عنق الرحم وربما أنواع أخرى من السرطان.